# Sida chinensis
Sida chinensis är en malvaväxtart som beskrevs av Anders Jahan Retzius. Sida chinensis ingår i släktet sammetsmalvor, och familjen malvaväxter. Inga underarter finns listade i Catalogue of Life.